# Kappéter István

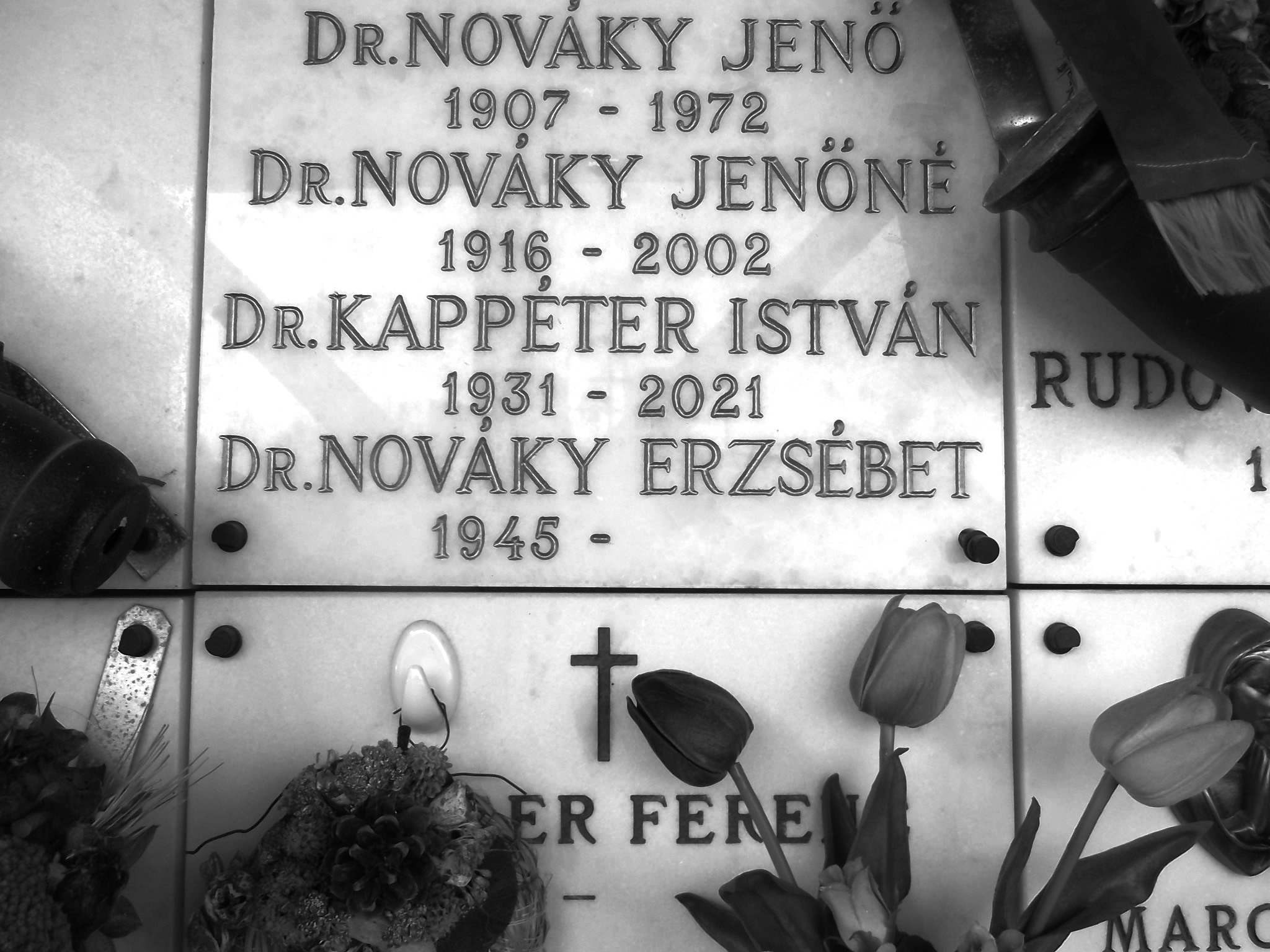
Kappéter István sírja Budapest, Kelenföldi Szent Gellért Plébánia urnatemetőben.

Kappéter István (Kaposvár, 1931. május 9. – Budapest, 2021. május 1.) pszichiáter, gyógypedagógus, ideg- elme- és pszichoterapeuta szakorvos, jövőkutató.

## Szakmai életrajza
A budapesti Vörösmarty Gimnáziumban érettségizett. 1950-1953 között a Bárczi Gusztáv vezette Gyógypedagógiai Főiskolán egységes bio- pszicho- szociológiai szemléletet és a rehabilitációs célkitűzéseket minden más elé helyező munkához való hozzáállást tanult. 1950-ben kezdte el munkáját a magyar pszichiátria gyakorlatában. Mint segédápoló dolgozott a János Kórház elmeosztályán, amelyet Zádor Imre vezetett, aki a Főiskolán tanította a pszichiátriát.. Amikor Zádor Imrét internálták, mert a Szovjetunióban volt zsidó orvosperek mintájára őt szemelték ki ilyen magyar per áldozatának, a főiskolán a munkáját Hárdi István folytatta. Elmebeteg-ápolóként Hollós Istvántól tanulhatta a súlyos pszichotikusokkal való csoportos foglalkozást.1953-1955 között Benedek István mellett dolgozott, mint gyógypedagógus az "Aranyketrec"-ben. 
1955 első félévében Rákoshegyen összevont 1.-2.-3. osztályban gyógypedagógiai iskolában tanított Második félévben a vakok oktató és nevelő intézetébe hívta át Méhes József, hogy a nagyobbaknak matematikát és az elsősöknek vakon tájékozódást tanítson. Gimesné Hajdú Lili, az Országos Ideg- és Elme-gyógyintézet igazgatója áthívta az akkor fejleszteni kívánt Munkaterápiásosztályra, amelynek Tóth László volt a főorvosa. 1955-től Liebermann Lucy irányításával gyermekpszichoterápiát. tanult, különösen a bűncselekménybe keveredett fiatalkorúak pszichoterápiájával foglalkozott félállásban.1957-1962 között pszichológia tanári és orvosi diplomát szerzett. A Debreceni Orvostudományi Egyetem Idegklinikáján 1966-ban ideg-, és 1968-ban elmegyógyászati szakképesítést szerzett. 1962-1970 között a Sántha Kálmán által megteremtett humánus szemléletű debreceni klinikán dolgozott Juhász Pál irányításával. 1970-1974 között Berettyóújfaluban az egységes neurológiai, pszichiátriai, kórházi, járóbeteg-ellátási és epilepsziásokat foglalkoztató részlegek együttműködését szervezte. 1975-1980 között Debrecenben orvosi pszichológia oktatásában vett részt, szkizofrénekkel és családjaikkal családterápiát kezdett. 1980-1991 között Budapesten a 8. kerületi ideggondozót vezette, majd ideg-elme felülvizsgáló volt. Paranoid pszichotikusok ambuláns csoportját sikerült kialakítani, majd pszichiátriai betegek klubjának létrejöttét elősegíteni. A szociális szervező szakon pszichiátriát oktatott. 1991-től: A pszichiátriai szakmai munkát irányította Tápiógyörgyen a pszichiátriai otthonban, ahol sikerül nélkülözni a fizikai megfékező fegyelmező eszközöket és működik a beteg-önkormányzat. Igyekezett bekapcsolódni a World Federation for Mental Health európai szervezetének, a Mental Health Europe-nak a munkájába. Aktívan részt vett a Dinamikus Pszichológiai és Pszichiátriai Egyesület tevékenységében s velük együtt kapcsolatot tartott a Günter Ammon tanítványokkal, akik komplex módon csodálatos eredményességgel kezelik pszichiátriai betegeiket Münchenben. Érdeklődése 60 éves korától a jövővel való tudatos/tudományos foglalkozás felé fordult. Azt kutatta, hogy az ember tudatos és nem tudatos megnyilvánulásai hogyan befolyásolják tetteit, viszonyát más emberekhez és a jövőhöz. Hitt a jövőben. Bízott abban, hogy „Az emberiség képes jóra változtatni a világot”. Azonos című könyve 2003-ban jelent meg a Püski Kiadónál.
Az 1995-ben megalapított Magyar Bioetikai Szemle szerkesztőbizottságának a tagja volt. Szerkesztő Bizottsági tagja volt 1989-től 2006-ig a Szociális Munka szaklapnak.
2005-ben felismerte, hogy Alzheimer-kór okozta „enyhe gondolkodási gyengeség plusz” alakult ki benne. Ezt követően részt vett a „Feledékeny Emberek Hozzátartozóinak Társasága” (FEHT, vezetője: Himmer Éva) munkájában, és a Richard Taylor pszichológus professzor által elindított, az elbutult emberek jogaiért küzdő mozgalomban. 2010-ben ismertette betegségét a Magyar Pszichiátriai Társaság (MPT) kongresszusán.
Egyetlen kitüntetése az 1956-os „A hazáért és a szabadságért érdemérem” (1991).
2021. június 14-én Budapesten a Kelenföldi Szent Gellért Plébánia urnatemetőjében (külső keresztút, VIII. állomás, VIII-III/28-as urna) temették el.
Apja id. Kappéter István építészmérnök született Kaposvárt. (1893. V. 28.- 1971. V. 5.)  Édesanyja Bogya Gizella ˙(1911. IV. 17. – 2003. V. 5.)
Első felesége: Martini Edit (1940. október 10. – 2002. június 19.) (házasság: 1962-2002) neurológus. Második felesége: Nováky Erzsébet. (2004-2021), közgazdász, jövőkutató.
Gyermekei: Kappéter Éva (1965-), Kappéter Ákos (1967-). Unokái: Taisz Anna (1987-), Taisz Júlia (1991-), Taisz István (1993-) Kappéter Adél (1992-), Kappéter Léda (1995-), Kappéter Márton (2009-) Dédunokái: Varga Boldizsár (2020-), Varga Zsombor (2022-).
Kappéter István sírja. Budapest, Kelenföldi Szent Gellért Plébánia. Külső keresztút. VIII-III/28a. 12. stáció.

## Főbb publikációi
- Pszichiátria szociális szervezőknek. Tankönyvkiadó, Budapest, 1986. 263
- Az ideggondozás Magyarországon. Szociális Munka, 1993 2. sz.[9]
- Jövőorientáltság a mai magyar társadalomban. (társszerzők: Hideg Éva és Nováky Erzsébet) Magyar Tudomány, 1994 4. sz.[10]
- Future Orientation in Hungarian Society. (társszerzők: Nováky Erzsébet és Hideg Éva) Futures, 26(7), 1994. 759-770.[11]
- Attitűdváltozások kaotikus időszakban. Gazdaság és Társadalom, 1995 1. sz.[12]
- A káosz és az ember. In: Nováky Erzsébet (szerkesztő): Bevezetés a káosz témakörébe. Káosz és jövőkutatás. Budapesti Közgazdaságtudományi Egyetem, Jövőkutatási Tanszék kiadványa, Budapest, 1995
- Az agresszió problémái korunkban. (szerkesztő) A Szociális Munka Alapítvány Kiadványai, 16. kötet, Budapest, 1996.[13]
- Hagyomány és korszerűség lelki egészségünk jövőjében. Magyar Bioetikai Szemle, 1996/2-3. sz. Hivatkozás.[14]
- A munkanélküliség ártalmai. Kapu, 1997. 9. sz.[15]
- Pszichiáter a magyar szociális otthonokban az évezred végén. Szociális Munka, 2000. 1. sz.[16]
- A magyar gyógypedagógia hagyományaihoz illeszkedő diszlexia szemlélet. Gyógypedagógiai Szemle, 2001. 29. 3. sz. 215-218.
- A pszichiátriai otthonok további fejlődésének lehetőségeiről. Szociális Munka, 2001. 2. sz.[17]
- Agresszió és szociális segítés. Szociális Munka, 2002. 3. sz.[18]
- Az emberiség képes jóra változtatni a világot. 2003. Püski Kiadó Kft. 378
- A konstruktív agresszió pszichiátriai otthonban. Mentálhigiéné és Pszichoszomatika. 2003. 2. sz.[19]
- Futurists as Pioneers in Handling Participativity and Aggression in a Post-Socialist Democracy. In: Mannermaa, Mika-Dator, J. -Tiihonen, P (eds.) Nováky Erzsébettel: Democracy and Futures. Committee for the Future, Parliament of Finland, Helsinki, 2006. 170-179.
- A konstruktív agresszió és a jövő formálása, Püski Kiadó, Budapest, 2007. 156

## Videófelvétel
- Rendező: Szádvári Lídia. Kappéter István. Bárkit utolérhet. Bárkit utolérhet – Alzheimer Világkonferencia 2016. április 21-24., Budapest. – Youtube.com, Közzététel: 2016. március 22.
- Kappéter István pszichiáter, jövőkutató, SZÍVSN Tanácsadó előadása – Youtube.com, Közzététel: 2014. június 2.
- Kappéter István pszichiáter, jövőkutató, SZÍVSN Tanácsadó előadása – Youtube.com, Közzététel: 2014. június 2.
- Kappéter István előadása Szentgotthárdon – Youtube.com, Közzététel: 2014. január 1.
- AE Conference 2012 – István Kappéter (Hungary): Three-times Stigmatisation – Youtube.com, Közzététel: 2013. január 4.
- Bárkit utolérhet – Alzheimer Világkonferencia 2016. április 21-24., Budapest. Rendező: Szádvári Lídia – Youtube.com, Közzététel: 2016. március 22.
- Kappéter István temetése – Youtube.com, Közzététel: 2021. szeptember 10.